# Ernesto Verrucci-Bey
Ernesto Verrucci, noto anche come Verrucci-Bey (Force, 14 marzo 1874 – Force, 1945), è stato un architetto italiano.

## Biografia
Proveniente da una famiglia agiata, studiò a Mirandola, ma si diplomò in architettura all'Accademia di Belle Arti di Modena.
Di impeto eroico e indipendentista, prese parte alla guerra greco-turca nel 1896, arruolandosi volontario nelle file garibaldine del generale Ricciotti Garibaldi. Tra i legionari conobbe il conte Pedrocchi, naturalizzato egiziano, che lo convinse a trasferirsi ad Alessandria d'Egitto, dove fece parte del personale tecnico del museo greco-romano e riuscì a ricostruire l'acropoli di Racotide. Nel 1897 si trasferì al Cairo, nominato architetto dal Ministero dei lavori pubblici, ma dopo dieci anni, date le dimissioni, si dedicò alla libera professione. Entrato stabilmente nel mondo d'affari egiziano, Ernesto Verrucci ottenne numerose commissioni, realizzando opere ispirate alle varie culture mediterranee, tra cui il monumento funerario della famiglia Nuncovic (stile classico) nel cimitero greco-ortodosso, il cenotafio del dottor Elwi Pascià (in stile arabo), eretto nel cimitero musulmano del Cairo, la sede della Società di economia politica (in stile rinascimentale), la villa di De Martino pascià (fusione di più motivi architettonici), la scuola greca di Heliopolis (stile bizantino), i locali della Società internazionale di assistenza pubblica, il teatro nel giardino dell'Ezbekiyya del Cairo (in stile orientale), la sede della Società di entomologia d'Egitto.
Nel 1917 venne nominato architetto capo delle opere pie sultanali dal sultano Fuad I d'Egitto che gli commissionò tutti i palazzi reali del Cairo e di Alessandria d'Egitto, il mausoleo della Regina Madre e quello dello stesso sultano, le facciate del palazzo e gli appartamenti pubblici e privati della casa reale.
Nel 1919 ricevette dal re Fuad l'alta distinzione onorifica di Bey, che affiancò da allora al suo cognome, e la nomina di membro del "Comité de Conservation des Monuments et de l'Art Arabe", affidandogli delicate missioni all'estero volte a documentare le diverse civiltà che caratterizzarono la storia egiziana.
Dal 1919 al 1936 (anno in cui morì re Fuad I) furono eseguite ristrutturazioni anche nel Palazzo 'Abidin al Cairo; tra esse ancora oggi fanno mostra di sé lo "scalone d'onore" in stile Luigi XVI, ricco di decorazioni plastiche e policrome, la "sala del biliardo" in stile rinascimentale, gli appartamenti privati del re e della regina, i nuovi appartamenti reali nel Haremlik (compreso quello per i sovrani stranieri in visita), il "salone" (in stile bizantino) decorato da stupendi mosaici da bravissimi artigiani veneziani, la grande "sala di ricevimento", sfolgorante di magnifiche decorazioni, i cui lampadari, bronzi e vetrate sono stati realizzati da artigiani milanesi su disegno dello stesso Verrucci, la "sala del trono", in stile arabo e finemente decorata con motivi orientali.
La fama di Verrucci, nell'Egitto di re Fuad, non conobbe più limiti. Divenuto agli occhi degli arabi un vero maestro della valorizzazione architettonica e artistica del mondo musulmano, il marchigiano ottenne ancora altre commesse importanti, come la nuova caserma per le guardie e la cavalleria reale, compresa l'autorimessa della corte. Sue anche le facciate del palazzo reale di Kubbech, al Cairo, le quali vennero riproposte in stile rinascimentale. Anche la città di Alessandria conserva oggi tracce del lavoro dell'architetto italiano. In questo agglomerato urbano Verrucci realizzò forse la sua opera più bella, e comunque quella che lo rese più famoso: il palazzo reale a Montaza, italianissimo nelle pure linee quattrocentesche. Nel corpo di questo importante edificio, l'italiano riprodusse tra l'altro la torre senese dell'architetto Mangia, mentre su un isolotto eresse un padiglione decorato in stile pompeiano. Prolifico nella progettazione e nella realizzazione, Verrucci lasciò in Egitto gran parte della sua fama e numerosi altri segni della sua arte. Tra essi vanno ricordati anche le opere realizzate a Damanhur. Qui Verrucci regalò alla cittadinanza il teatro, la biblioteca ed il museo civico. Ad Alessandria invece egli operò nella costruzione della casa di riposo "Vittorio Emanuele III" e della sede dell'Associazione internazionale soccorsi sanitari d'urgenza (AISSU), inaugurata da re Fuad I nel 1928. Realizzò nella città alessandrina nel 1927 anche il monumento in onore di Ismail pascià, quale esponente di spicco di una comunità italiana che decise di regalare l'opera a re Fuad. Ultima sua opera rimase la sede dell'Istituto di musica orientale del Cairo, realizzata nel 1928.
Gratificato e acclamato dal mondo culturale arabo come novello paladino dell'arte araba, Verrucci rientrò in Italia nel 1936, ritirandosi nella natia Force in un curioso villino progettato da lui stesso (ancora conservato) con una torretta simile a quella progettata per il palazzo reale di Montaza.
Verrucci non fu uno degli artisti prediletti dal regime fascista e lui stesso si mantenne piuttosto distante dai corifei del regime. Per questo motivo cadde nel dimenticatoio sino alla sua morte, avvenuta nella natia Force nel 1945.

## Ricordo
La città di Ascoli Piceno lo commemora nella Pinacoteca comunale con l'esposizione di opere della sua collezione, da lui donate, tra cui un suo pregevole ritratto opera del pittore ungherese Philip Alexius de Laszlo, negli anni Trenta celebre ritrattista, noto anche negli Stati Uniti, dei nobili personaggi delle corti europee.
Massone, membro del Grande Oriente d'Italia, raggiunse il 33° e massimo grado  del Rito scozzese antico ed accettato e nel 1925 fu presidente dell'Areopago del Cairo.